# Побег из курятника
«Побе́г из куря́тника» (англ. Chicken Run) — приключенческий пластилиновый мультфильм 2000 года, созданный студиями Pathé и Aardman Animations в сотрудничестве с DreamWorks Animation. Занимает 1-е место в списке самых кассовых кукольных мультфильмов.
Это первый полнометражный фильм Aardman Animations. Пародирует знаменитый фильм «Большой побег», где вместо военнопленных — куры. Более 350 сцен были сделаны с помощью компьютерной графики, на Digital Lab отсортировали и обработали 160 тысяч кадров.

## Сюжет
Действие происходит в Англии, графстве Йоркшир, на куриной ферме, организованной по типу концлагеря нацистской Германии. Куры должны нести яйца каждый день, чтобы не стать обедом для своих хозяев: беспощадная и алчная Мелисса Твиди устраивает каждую неделю проверку кур на сдачу плана. Если же курица не несёт яйца, то её отправляют «на мясо».
Такая жизнь им, конечно, давно надоела, и под руководством предприимчивой и неутомимой курочки Джинджер, получившей от своих хозяев прозвище «Смутьянка», они планируют побег из курятника. Но все их попытки завершились провалом, и за каждую из них Джинджер, как особо непокорная курица и главный организатор, подвергалась наказанию в виде ареста, который отбывала в угольном ящике, использовавшемся в качестве карцера.
Но однажды в курятнике появляется Рокки Роутс — американский петух, который может летать. Он обещает измученным курам помочь совершить долгожданный и дерзкий побег из курятника. И если они научатся летать, то смогут, наконец, покинуть ненавистную ферму-тюрьму.
А тем временем хозяйка фермы, миссис Твиди, решает, что сбор яиц — это не лучший способ получения прибыли. Она покупает чудовищный агрегат, на вход которого подаются куры, а на выходе получаются пироги с курятиной. Времени на организацию куриного побега остаётся всё меньше и меньше…
Джинджер берут на мясо для пробного пирога. Однако Рокки спасает курицу и вдобавок временно останавливает работу агрегата. Твиди думает, что сломал машину её муж — мистер Уиллард Твиди, недотёпа и подкаблучник, фактически служащий завхозом на ферме (он не знал, как ею правильно пользоваться). Тем временем куры узнают от Джинджер, что они — будущее мясо в пирогах. На следующий день Рокки пропал без вести, и вдобавок выясняется, что на самом деле он летал не сам, а с помощью пушки, да к тому же ещё и сбежал из цирка. Курам надо срочно удирать. Они строят самолёт с помощью инструментов Твиди, которые местные крысы-контрабандисты Ник и Фэтчер поставляют курам в обмен на яйца (одно яйцо выдано авансом).
Тем временем Рокки, катаясь неподалёку на велосипеде, увидел рекламный щит «ПИРОГИ С КУРИЦЕЙ ОТ МИССИС ТВИДИ». А хозяин уже починил машину. Однако самолёт взлетает (вместе с Рокки, который всё понял и вернулся на ферму, чтобы спасти кур от печального удела). Миссис Твиди пытается остановить самолёт, но сама перерубает гирлянду, на которой висит, и падает в собственный сарай, прямо в предохранительный клапан котла с кипящим соусом и головой застревает в нём, провоцируя угрозу взрыва агрегата. От избытка давления аппарат взрывается вместе с частью дома Твиди. Мистер Твиди открывает дверь разрушенного сарая и увидев свою жену, сидящую в луже соуса, с укором говорит ей, что предупреждал о курином заговоре, о котором подозревал с самого начала и пытался сообщить о нём, но она даже не поверила ему и это стало причиной её краха. Переполненная невыносимой яростью миссис Твиди рычит, но дверь сарая падает на неё, а мистер Твиди уходит куда подальше, не желая больше помогать ей.
А тем временем самолёт приземлился в птичьем заповеднике на острове, в который людям вход запрещён и основывают там своё поселение. Куры выводят цыплят, а Рокки и Джинджер становятся парой. Крысы, путешествовавшие вместе с курами, решили завести свою ферму, но не могут решить, что им нужно сначала взять: яйцо или курицу…

## Персонажи
- Джинджер — рыжая курочка, главный инициатор побега. Она предприимчива, неутомима, сообразительна и находчива. Её главные принципы — всегда говорить правду и никогда не сдаваться (хотя иногда всё же может на короткое время впасть в отчаяние, но только когда её никто не видит).
- Рокки — весёлый американский петух, сбежавший из цирка, где был «летающим петухом». Случайно свалился на территорию курятника. Чрезвычайно хитёр и дерзок, но при этом не лишён благородства и чести. Влюбляется в Джинджер и составляет с ней пару в конце фильма.
- Мак — белая курочка, носит очки и клетчатый шарф. Отличается более худощавым сложением, чем большинство её подруг. Родом из Шотландии. Невероятно умна, является «мозговым центром» курятника. Именно она делает расчёты всех планов Джинджер и выясняет, чего не хватает, чтобы научиться летать, а также составляет план постройки самолёта.
- Бабс — самая толстая курочка в курятнике. Глуповата, часто не понимает, что происходит. Постоянно что-то вяжет. Носит с собой сумку, в которой находится множество вещей (вешалка, ножницы, спицы и тому подобное).
- Банти — крупная красная курочка, по всей видимости, откладывает больше всего яиц. Скептически относится к планам Джинджер.
- Фаулер — старый петух с военными издержками. Каждое утро созывает кур на перекличку. Очень гордится тем, что когда-то служил в Королевских ВВС Великобритании (хотя в итоге оказывается, что он был всего лишь талисманом 624-й «Куриной» дивизии, что, впрочем, не помешало ему управлять построенным курами самолётом и реабилитироваться этим) и даже имеет медаль за это. Поначалу недолюбливает Рокки из-за его принадлежности к американцам, которые, по мнению Фаулера, вечно опаздывают на войну — дескать, «много денег, много шума и никакого толку». Но после того как Рокки спас Джинджер, когда из неё хотели сделать пробный пирог, Фаулер стал относиться к нему с большим уважением и в качестве жеста доброй воли, он вручил ему свою медаль и уступил свой насест.
- Ник — жуликоватый крыс-торговец, промышляющий поставками курам различных предметов и инструментов вначале за зерно, а потом за яйца. Часто пытается продать им всякий хлам, выдавая его за нечто ценное (например, волан для бадминтона как «две шляпки в одной: для вечеринок и для свадьбы»).
- Фетчер — крыс, партнёр Ника. Не так умён, как Ник, но часто предлагает идеи, на которые тот охотно соглашается. Порой вставляет неуместные замечания.
- Мелисса Твиди — хозяйка фермы, главная антагонистка фильма. Вначале занимается сбором и продажей яиц, но когда это занятие становится малоприбыльным, решает заработать производством и продажей пирогов с курятиной. Очень жестокая и алчная, мечтает разбогатеть любым способом. Не верила своему мужу, что куры планируют заговор с целью побега и это очень дорого ей обошлось: агрегат для изготовления куриных пирогов был уничтожен, куры сбежали, а собственный муж бросил её на произвол судьбы.
- Уиллард Твиди — муж Мелиссы Твиди, ужасно запуганный ею, антагонист. Но на деле не так глуп, как кажется на первый взгляд. С самого начала узнаёт, что куры планируют заговор с целью побега из курятника, и пытается сказать об этом жене, но та его не слушает, заставляя только больше работать. Каждый раз после неудачной попытки побега наказывает Джинджер, кидая её под арест в угольный ящик, служащий карцером, однако во время объединения кур Джинджер впервые одерживает над ним победу. После краха жены, бросил на произвол судьбы, отказываясь помогать ей дальше.

## Роли озвучивали
- Мел Гибсон — Рокки
- Джулия Савалия — Джинджер
- Миранда Ричардсон — миссис Мелисса Твиди
- Тони Хайгарт — мистер Уиллард Твиди, муж Мелиссы Твиди
- Тимоти Сполл — Ник
- Фил Дэниелс — Фэтчер
- Джейн Хоррокс — Бабс
- Имельда Стонтон — Банти
- Линн Фергюсон — Мак
- Бенджамин Уитроу — Фаулер

## Продолжение
После многих лет бездействия продолжение «Побега из курятника» было подтверждено 26 апреля 2018 года. было также объявлено, что Aardman Animations воссоединяется с Pathé и StudioCanal; DreamWorks Animation, партнер по оригинальному фильму, прекратила свое партнерство с Aardman после выхода «Смывайся!» в 2006 году. Оригинальные писатели «Побега из курятника» Карей Киркпатрик и Джон О’Фаррелл вернутся к работе над сиквелом. Исполнительными продюсерами выступят соучредители Aardman Питер Лорд и Дэвид Спрокстон.
23 июня 2020 года, в день 20-летия фильма, Netflix объявила, что они ведут переговоры с Pathé и StudioCanal о приобретении прав на продолжение. Фелл смог более подробно рассказать о продолжении, которое последует после финала первого фильма, где курицы обосновались в своем новом безопасном месте. Молли, Джинджер и Рокки, начинают обустраивать свой новый дом, как раз когда приходит известие о новой угрозе. Netflix начнут работу над фильмом в 2021 году.
Aardman объявил, что Мел Гибсон не будет повторять свою роль Рокки в сиквеле, поскольку он был переделан после того, как Вайнона Райдер обвинила его в том, что он сделал ей антисемитское замечание, присутствуя на вечеринке в 1995 году. 10 июля 2020 года голос Джинджер актриса Джулия Савалия сделала заявление, раскрывающее намерение Aardman переделать характер её персонажа, заявив что теперь она считается слишком старой, и прокомментировала: «Я официально была ощипана, фарширована и зажарена». Это решение было встречено широкой критикой, причем некоторые сочли его эйджистским.
В январе 2022 года стало известно, что сиквел будет называться «Chicken Run: Dawn of the Nugget» и будет выпущен на Netflix в 2023 году. Закари Ливай и Тэндиве Ньютон заменяют Мела Гибсона и Джулию Савалию соответственно, в то время как Джейн Хоррокс, Имельда Стонтон и Линн Фергюсон повторяют свои роли из оригинала. Ромеш Ранганатан, Дэвид Брэдли и Ник Мухаммед также получили роли в фильме.
Премьера состоялась 15 декабря 2023 на Netflix.

## Видеоигра
Chicken Run — 3D-платформер по мотивам мультфильма. Игра представляет собой свободную пародию на фильм «Большой побег», действие которого происходит во время второй мировой войны.